# Codajás
Codajás es un municipio de Brasil situado en el estado de Amazonas. Según el censo de 2022, tiene una población de 23 599 habitantes.
Posee un área de 18.700,71 km².